# Luis Santos Silva
Luis Santos Silva é um ex-futebolista paraguaio que atuava como meia.

## Carreira
Luis Santos Silva fez parte do elenco da Seleção Paraguaia de Futebol, na Copa do Mundo de  1958.